# Pertusaria aberrans
Pertusaria aberrans är en lavart som beskrevs av Müll. Arg. Pertusaria aberrans ingår i släktet Pertusaria och familjen Pertusariaceae.   Inga underarter finns listade i Catalogue of Life.